# Palazzo Tommaso Franzone
Il palazzo Tommaso Franzone, anche detto palazzo Franzoni o palazzo Franzone, è un edificio storico italiano, sito in via Luccoli 22, nel centro storico di Genova. È uno dei Palazzi dei Rolli che furono designati, al tempo della Repubblica di Genova, a ospitare gli ospiti di alto rango durante le visite di stato per conto del governo genovese.
Dal 1913 è sottoposto a vincolo di tutela da parte della soprintendenza, vincolo rinnovato nel 2012.

## Storia e descrizione
Fu incluso fra i palazzi dei rolli nel 1614, al bussolo 2, a nome di Tomaso Franzone. La famiglia, originaria del levante ligure, ne risultava conservare la proprietà ancora nell'estimo del 1798, nella persona di Domenico Franzone, uomo di cultura, «versatilissimo nelle fisiche e matematiche scienze», e ultimo membro della famiglia a ricoprire incarichi pubblici sul finire della Repubblica di Genova, diventando governatore di Chiavari.
Il palazzo, che ha mutato l'accesso originario ed è stato accorpato al civico 24 di via Luccoli, conserva ancora intatta la sua identità, all'esterno, nella facciata del XVI secolo e, all'interno, nello scalone nobiliare che raggiunge il secondo piano.
Su vico Usodimare il prospetto posteriore si affaccia con un portale su un cortile, costruito sopra le case medievali dei Macelli di Soziglia, dove si leggono ancora tracce di affreschi. 